# Miri (district)
Miri is een district in de Maleisische deelstaat Sarawak.
Het district telt 300.000 inwoners.